# Let's Go (film, 1923)
Pour les articles homonymes, voir Let's Go.
Let's Go est un film américain réalisé par William K. Howard, sorti en 1923.

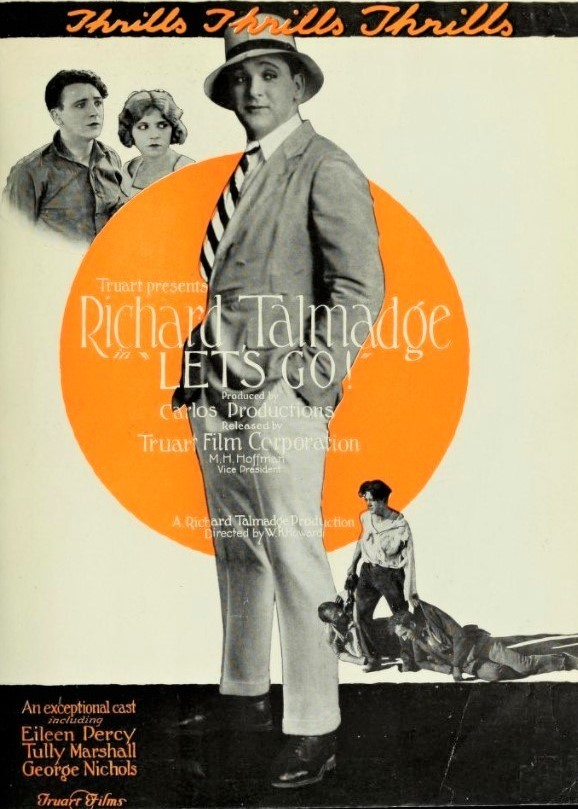
Annonce pour le film dans Film Daily.

Le film, coproduit par Richard Talmadge, est centré sur ses capacités athlétiques. Au début du film il est indiqué « The amazing athletics 'stunts' performed by Mr Talmadge in this picture are actual, and are not achived by means of 'doubles', 'dummies', or tricks of the camera »,.

## Fiche technique
- Réalisation : William K. Howard
- Scénario : Keene Thompson, Ralph Spence
- Producteurs : Richard Talmadge, M.H. Hoffman
- Photographie : W.E. Shepherd
- Production : Carlos Productions, Richard Talmadge Productions
- Distributeur : Truart Film Corporation
- Durée : 6 bobines[3]
- Date de sortie : novembre 1923

## Distribution
- Richard Talmadge : Barry Macklin
- Eileen Percy as Lucy Frazer
- George Nichols : Jake Frazer
- Tully Marshall : Ezra Sprowl
- Bruce Gordon : Mio Sprowl
- Al Fremont : Ollie Banks
- Matthew Betz : 'Dip' McGurk
- Louis King : Luke Hazey
- Aggie Herring : Mrs. Hazey
- John Steppling : Andrew J. Macklin